# Loweia costojuncta
Loweia costojuncta är en fjärilsart som beskrevs av Barend J. Lempke 1954. Loweia costojuncta ingår i släktet Loweia och familjen juvelvingar. Inga underarter finns listade i Catalogue of Life.